# Chitra
Chitra är ett släkte av sköldpaddor som ingår i familjen lädersköldpaddor.
Arter enligt Catalogue of Life och The Reptile Databas:
- Chitra chitra
- Chitra indica
- Chitra vandijki